# Анже-2 (кантон)
Анже-2 (фр. Angers-2) — кантон во Франции, находится в регионе Пеи-де-ла-Луар, департамент Мен и Луара. Входит в состав округа Анже.

## История
Кантон Анже-2 был создан в 1973 году и упразднен в 1985 году, его территория была включена в состав кантонов Анже-Сюд и Анже-Уэст. В результате административной реформы 2015 года кантоны Анже-Сюд и Анже-Уэст были упразднены и вновь образован кантон Анже-2; в состав кантона также вошли отдельные коммуны упраздненных кантонов Анже-Уэст и Пон-де-Се.

## Состав кантона с 22 марта 2015 года
В состав кантона входят коммуны (население по данным Национального института статистики за 2020 г.):
- Анже (31 360 чел., юго-западные кварталы)
- Бушмен (6 757 чел.)
- Сент-Жем-сюр-Луар (3 515 чел.)

## Политика
На президентских выборах 2022 г. жители кантона отдали в 1-м туре Эмманюэлю Макрону 34,9 % голосов против 24,2 % у Жана-Люка Меланшона и 12,1 % у Марин Ле Пен; во 2-м туре в кантоне победил Макрон, получивший 76,5 % голосов. (2017 год. 1 тур: Эмманюэль Макрон – 30,5 %, Франсуа Фийон – 24,4 %, Жан-Люк Меланшон – 19,5 %, Марин Ле Пен – 10,3 %; 2 тур: Макрон – 82,4 %).
С 2021 года кантон в Совете департамента Мен и Луара представляют вице-мэр города Анже Ришар Ивон (Richard Yvon) и мэр коммуны Бушмен Вероник Майе (Véronique Maillet) (оба – Республиканцы).
|                | Кандидаты                    | Партия                   | Первый тур | Первый тур     | Второй тур | Второй тур |
| Кол-во голосов | Кандидаты                    | Партия                   | % голосов  | Кол-во голосов | % голосов  |            |
| -------------- | ---------------------------- | ------------------------ | ---------- | -------------- | ---------- | ---------- |
|                | Ришар Ивон Вероник Майе      | Правый блок              | 3 844      | 43,95          | 4 936      | 52,82      |
|                | Шадия Араб Брюно Барон-Гишар | Левый блок — Зелёные     | 3 844      | 43,95          | 4 409      | 47,18      |
|                | Самюэль Мартино Мари Сесини  | Национальное объединение | 1 015      | 11,61          |            |            |

|                | Кандидаты                        | Партия                  | Первый тур | Первый тур     | Второй тур | Второй тур |
| Кол-во голосов | Кандидаты                        | Партия                  | % голосов  | Кол-во голосов | % голосов  |            |
| -------------- | -------------------------------- | ----------------------- | ---------- | -------------- | ---------- | ---------- |
|                | Жиль Груссар Вероник Майе        | Правый блок             | 4 578      | 34,32          | 6 325      | 50,16      |
|                | Филипп Годен Норма Мевель Пла    | Социалистическая партия | 4 010      | 30,06          | 6 285      | 49,84      |
|                | Камилла Гийерме Патрик Морино    | Национальный фронт      | 2 343      | 17,56          |            |            |
|                | Брюно Барон Марианна Продом      | Европа Экология Зелёные | 1 614      | 12,10          |            |            |
|                | Жюльет Эро Валантен Бруйяр-Дюсон | Коммунистическая партия | 796        | 5,97           |            |            |